# 82638 Bottariclaudio
82638 Bottariclaudio este un asteroid din centura principală de asteroizi.

## Descriere
82638 Bottariclaudio este un asteroid din centura principală de asteroizi. A fost descoperit pe 7 august 2001 la San Marcello Pistoiese de Luciano Tesi și Maura Tombelli. Asteroidul prezintă o orbită caracterizată de o semiaxă mare de 3,02 ua, o excentricitate de 0,12 și o înclinație de 9,1° în raport cu ecliptica.